# Goelagtoerisme
Goelagtoerisme is een relatief nieuwe vorm van duister toerisme die zich richt op de plaatsen van de vroegere Goelag in de landen van de voormalige Sovjet-Unie. Hoewel het grootste deel van de Goelag reeds stopte te functioneren na de dood van Jozef Stalin in 1953, duurde het tot het  begin van de jaren 90 voordat het mogelijk werd om veel plaatsen te bezoeken. Tot 1991 waren veel van de plaatsen binnen de Goelag namelijk verboden gebied voor zowel Sovjetburgers als buitenlanders. Sinds het begin van de 21e eeuw is de interesse voor deze gebieden onder Russische en buitenlandse toeristen toegenomen.
Veel Goelagkampen liggen zeer afgelegen en zijn vaak zeer slecht bereikbaar, met name in Rusland. Een groot deel van de kampen is inmiddels vergaan of gesloopt voor eigen gebruik of de verkoop ervan als sloopmateriaal. Aan onderhoud wordt met name in Rusland bijna nooit wat gedaan. Hierdoor richt het toerisme zich op de kampen die nog niet helemaal ten prooi zijn gevallen aan de sloop door de lokale bevolking of anderen.
Voorbeelden zijn boottochten naar kampen in de buurt van oever van de rivier de Jenisej in het noorden van de kraj Krasnojarsk en naar het kamp Perm-36, een van de laatste kampen die werden opgeheven.
Een van de meest opzienbarende voorstellen voor Goelagtoerisme werd gedaan door burgemeester Igor Sjpektor van de Russische stad Vorkoeta, die een Goelagkamp wil nabouwen. Hier zouden (internationale) toeristen dan op vrijwillige basis kunnen worden opgesloten en het regime in een dergelijk kamp kunnen 'ondergaan', zoals bewakers met paintballgeweren, dwangarbeid, wachttorens, honden, prikkeldraad en spartaanse leefomstandigheden. In sommige kampen wonen echter nog voormalige gevangenen en de meer dan 100 voormalige kampen worden niet onderhouden, waardoor er veel verzet is gerezen tegen het voorstel.